# Franz Xaver Jungwirth
Franz Xaver Andreas Jungwirth, auch Jungwierth (* 1. Dezember 1720 in München; † 5. Januar 1790 in München) war ein deutscher Kupferstecher und Radierer.

## Leben

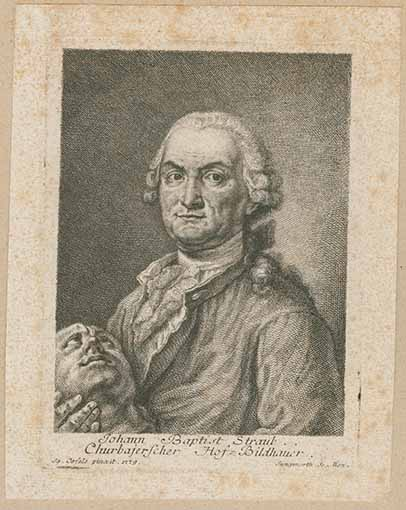
Der Bildhauer Johann Baptist Straub
Maler: Franz Ignaz Oefele
Radierer: Franz Xaver Jungwirth

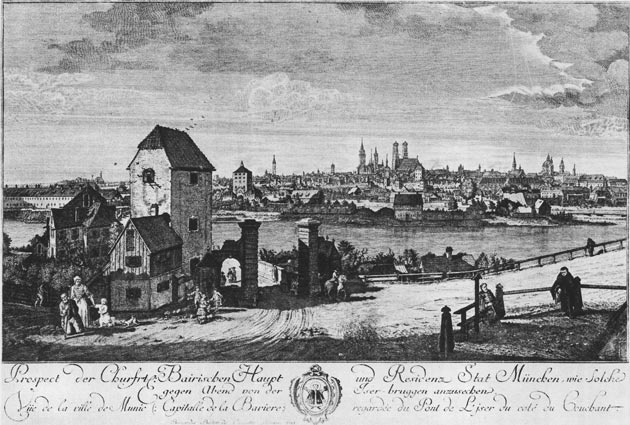
München mit Brunnhaus am Isarberg und Auertor

Jungwirth war der Sohn eines Feldschers (Militärarzt) und erlernte das Kupferstechen noch bei Joseph Mörl. Er stach zahlreiche religiöse Darstellungen nach Werken zeitgenössischer bayerischer Künstler und nach Bildern in Münchner Kirchen, Wallfahrtsbilder, allegorische und symbolische Darstellungen.
Er schuf allein über 80 Porträt-Radierungen nach Vorlagen von Giovanni Battista Piazzetta, aber auch noch weitere nach anderen Vorlagen. Außerdem schuf er Radierungen von München und Freising nach Vorlagen von Bernardo Bellotto, genannt Canaletto. Bekannt sind auch sein Porträt-Kupferstich des Hofmalers Franz Ignaz Oefele und der Stich des Altars der Kreuzkapelle in der Michaeliskirche in München nach Hans von Aachen.
Sein umfangreichstes Werk sind aber wohl hundert Radierungen nur über den Psalm Miserere. Jungwirth war sich auch nicht zu schade, Dekorationen für Leichenfeierlichkeiten zu gestalten. Auch für Münchner Buchverleger war er tätig.
Zu seinen Schülern gehörte Johann Karl Schleich. Auch Jungwirths eigener Sohn Maximus erlernte beim Vater die Kupferstecher-Kunst, verstarb aber schon 1768 frühzeitig.

## Werke (Auswahl)
- Handwerksbrief für verschiedene Landshuter Zünfte, Kupferstich, 1762
- Franz Xaver Jungwierth: Funeris solemnia in lugubri apparatu serenissimo ac eminentiss. DD. Ioanni Theodoro S.R.E. cardinali episcopo Frising, Ratisbon … 1763 (archive.org).
- Senectus, Darstellung des Alters, Kupferstich, um 1775
- Wappen des Franz Töpsl, Propst von Kloster Polling, Kupferstich, 1744 (virtuelles-kupferstichkabinett.de)
- Blasius Weis, Hausmeister bei der Chur-Baierischen Academie
- Akademiestücke in der Churpfalzbaierischen Zeichnungs-Schule zu München unter Leitung des Herrn Professors Oefele nach dem Leben entworfen und radiert